# Chyżne
Chyżne (maďarsky Chizsne, slovensky Chyžné) je obec na polské Oravě, v gmině Jabłonka, v okrese Nowy Targ, který je součástí Malopolského vojvodství.
V obci se hovoří oravským nářečím.

## Historie
Do roku 1918 byla obec součástí Uherska, poté součástí první československé republiky. Od roku 1920 do roku 1939 byla součástí druhé polské republiky. V letech 1939 až 1945 byla součástí Slovenska.

## Doprava
Přes Chyżne vede evropská silnice E77. Je zde silniční hraniční přechod Chyżne – Trstená.